# Micrabraxas punctigera
Micrabraxas punctigera là một loài bướm đêm trong họ Geometridae.